# 佐藤肇 (実業家)
佐藤 肇（さとう はじめ、1964年1月29日 - ）は、東京都練馬区出身（神奈川県横浜市在住）の実業家、テレビプロデューサー。ネオプラス代表取締役兼ネオプラス アイスリボン事業部長。

## 経歴
1994年、ネオプラスの前身となる携帯電話販売会社を設立。Yahoo! JAPANサービス開始と同年の1996年からネットビジネスに参入。
2000年8月、ネオプラス設立、代表取締役に就任。その後、プロレスを中心とした映像制作にも進出。大日本プロレス・NEO女子プロレスを中心に多くの映像作品を制作。
2009年1月、女子プロレス団体「アイスリボン」の法人化に伴い、ネオプラス アイスリボン事業部長を兼任する。

## 人物
- プロレスとの関わりは、ゴールドジムで知り合った関本大介を通じて大日本・登坂栄児社長（当時統括部長）と知り合いになった事から始まる。その後、登坂社長を通じて高木三四郎、甲田哲也（当時NEO社長、現・東京女子プロレス代表）らと関係を持つ様になる。
- 現在は横須賀本社と蕨（レッスル武闘館）を往復する日々で、道場マッチではカメラマン兼照明係、物販スタッフを務める。
- FREEDOMSの佐々木貴代表に似ていると大日本のイベントやニコ生などでイジられる事がある。2017年5月4日のアイスリボン横浜ラジアントホール大会に佐々木貴が参戦した際は佐々木のガウンを着てリングに上がった。
- 小学生の頃は競輪選手を目指していた。

## 主な担当作品
- 大日大戦（サムライ・tvk・テレ玉）
- レッスルアリーナ（テレ玉）
- スリーカウント（映画・エグゼクティブプロデューサー）
- 19時女子プロレス